# Djibril Sow
Mohameth Djibril Ibrahima Sow (sinh ngày 6 tháng 2 năm 1997) là một cầu thủ bóng đá chuyên nghiệp người Thụy Sĩ thi đấu ở vị trí tiền vệ cho câu lạc bộ Sevilla tại La Liga và đội tuyển quốc gia Thụy Sĩ.